# Центральна поліклініка Подільського району
50°30′00″ пн. ш. 30°26′51″ сх. д. / 50.50000° пн. ш. 30.44750° сх. д.

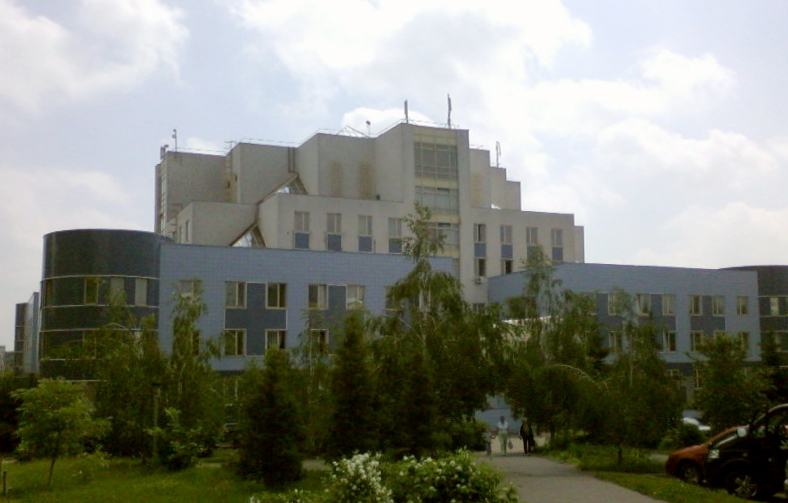
фасад

Центральна поліклініка Подільського району — заклад охорони здоров'я у Подільському районі Києва, розташований за адресою — вул. Мостицька, 9. Відкрита 30 квітня 2000 року. Розрахована на 1 000 відвідувань за зміну. Головний лікар — Королик Ігор Михайлович.
Поліклініка обладнана сучасної лікувально-діагностичною апаратурою, що дає можливість проводити обстеження та лікування пацієнтів на рівні світових стандартів. В ній створено сучасне відділення відновлюваного лікування, де працюють кабінети електролікування, світлолікування, МРТ, лікувального масажу, бальнеолікування, аерозольтерапії, лазеротерапії, магнітотерапії.